# Горни (присілок, Новгородська область)
Горни (рос. Горны) — присілок в Хвойнинському районі Новгородської області Російської Федерації.
Населення становить 12 осіб. Входить до складу муніципального утворення Кабозьке сільське поселення.

## Історія
Від 2005 року входить до складу муніципального утворення Кабозьке сільське поселення

## Населення
| 2009 | 2010 |
| ---- | ---- |
| 13   | ↘12  |